# Duy Tiên, Ninh Bình
Duy Tiên là một phường thuộc tỉnh Ninh Bình, Việt Nam.

## Địa lý
Duy Tiên nằm cách phường Hoa Lư - trung tâm tỉnh lỵ Ninh Bình 51 km về phía Bắc, có vị trí địa lý:
- Phía tây giáp phường Đồng Văn và phường Tiên Sơn.
- Phía nam giáp xã Lý Nhân và xã Nam Xang.
- Phía bắc giáp phường Duy Tân.
- Phía đông giáp các phường Hồng Châu, Sơn Nam và Phố Hiến của tỉnh Hưng Yên, có ranh giới tự nhiên là sông Hồng.

Phường Duy Tiên	có diện tích:	28,93	km², 	dân số:	39.957	người, mật độ dân số: 	1381	người/km². 	Đây là đơn vị có diện tích xếp thứ:	48	, số dân xếp thứ: 	23	và mật độ dân số xếp thứ: 	42	ở Ninh Bình.	
Xã này nằm trên Quốc lộ 37B, 38B, và cũng là nơi có sông Hồng chảy qua.

## Lịch sử
Theo Nghị quyết số 1674/NQ-UBTVQH15 ngày 16/6/2025 về sắp xếp các đơn vị hành chính cấp xã của tỉnh Ninh Bình năm 2025, Sắp xếp toàn bộ diện tích tự nhiên, quy mô dân số của các xã Chuyên Ngoại, Trác Văn, Yên Nam và một phần diện tích tự nhiên, quy mô dân số của phường Hòa Mạc thành phường mới có tên gọi là phường Duy Tiên.